# Marcusia yagana
Marcusia yagana är en plattmaskart som först beskrevs av Ernst Marcus 1954, och fick sitt nu gällande namn av Artois och Schockaert 1998. Marcusia yagana ingår i släktet Marcusia och familjen Polycystididae. Inga underarter finns listade i Catalogue of Life.